# 수원고등검찰청
수원고등검찰청(水原高等檢察廳)은 수원고등법원에 대응하여 국가소송·행정소송 항소심사건 등의 업무를 담당하기 위하여 설립될 대한민국 검찰청 소속의 특별지방행정기관이다.

## 연혁
- 2014년 설립법령 통과
- 2019년 3월 1일 설립

## 관할 구역
- 경기남부

## 조직

### 수원고등검찰청 검사장

#### 차장검사

##### 사무국
- 총무과
- 사건과

## 소속기관
- 수원지방검찰청

## 역대 수원고등검찰청 검사장
- 제 1 대 이금로 2019년 3월 1일 ~ 2019년 7월 22일
- 제 2 대 김우현 2019년 7월 31일 ~ 2020년 1월 12일
- 제 3 대 조상철 2020년 1월 13일 ~ 2020년 8월 10일
- 제 4 대 오인서 2020년 8월 11일 ~ 2021년 6월 10일
- 제 5 대 김관정 2021년 6월 11일 ~ 2022년 6월 26일
- 제 6 대 이주형 2022년 6월 27일 ~ 2023년 9월 6일
- 직무대리 변필건 2023년 9월 7일 ~ 2024년 5월 15일
- 제 7 대 권순정 2024년 5월 16일 ~ 2025년 7월 29일
- 직무대리 이준범 2025년 7월 29일 ~

## 같이 보기
- 서울고등검찰청
- 광주고등검찰청
- 부산고등검찰청
- 대전고등검찰청
- 대구고등검찰청